# David Laksine
David Laksine, dit Laxine, né à Tiflis (Empire russe) le 23 octobre 1887 et mort à Paris le 2 février 1911, est un artiste peintre et sculpteur russe.

## Biographie
David Laksine est le fils du joaillier russe Charles Laksine qui, fuyant les persécutions, s'installe à Paris en 1899, dans le quartier de Montmartre. D'abord élève d'Auguste Rodin, David Laksine intègre l'atelier de Fernand Cormon à l'École des beaux-arts de Paris. Il se lie d'amitié avec Georges Tiret-Bognet et l'entourage d'Edmond Heuzé : Francis Carco, André Utter, Suzanne Valadon, Guillaume Apollinaire et Marie Laurencin. Il loge pauvrement dans une chambre de la rue Cortot en compagnie d'Edmond Heuzé. Dans l'impossibilité de payer leur loyer, ils errent dans Paris et le 2 février 1911, Laksine se jette dans la Seine depuis le pont des Arts. Son corps sera repêché un mois plus tard à Boulogne-Billancourt.